# Ромео, Никола
Никола Ромео (итал. Nicola Romeo; [28 апреля 1876, Сант-Антимо, Кампания — 15 августа 1938, Магрельо, Ломбардия) — итальянский инженер и предприниматель.

## Биография
Никола Ромео родился в Сант'Антимо близ Неаполя. Там же он получил степень инженера в Politecnico di Napoli (сейчас известен как Неаполитанский университет имени Фридриха II) в 1899 году. После этого, он проработал пару лет за границей, в Льеже, Бельгия, и получил второе образование – «инженер электрического оборудования» со степенью бакалавр. В 1911 году Ромео вернулся в Италию, где создал собственную компанию «Ing. Nicola Romeo e Co.» Компания выпускала оборудование и комплектующие для добывающей промышленности. Как только компания стала успешна, он решил развиваться дальше и в 1915 году он приобрел доминирующую долю миланской компании A.L.F.A., выпускающей автомобили. Три года спустя, в 1918 году, Никола Ромео стал единственным владельцем компании. Впоследствии A.L.F.A. была переименована в «Società Anonima Italiana Ing. Nicola Romeo». Первый автомобиль, который получил название и эмблему Alfa Romeo, был Torpedo 20/30 HP. Компания обладала успешной репутацией, но в 1927 году вскоре закрылась из-за огромного размера задолженности. Эта ситуация повлияла на уход его из компании в 1928 году.
Ромео был женат на португалке Анджелине Валадин (Angelina Valadin). От этого брака у него было семь детей: Маурисио, Эдоардо, Николас, Елена, Джульетта, Пьера и Ирена.
Никола Ромео умер 15 августа 1938 года в своем доме в Магрельо, возле озера Комо, в возрасте 62 лет.
Только спустя 70 лет, в честь 130-летия со дня его рождения, Неаполь посвятил улицу в память Никола Ромео, назвав её Via Nicola Romeo.

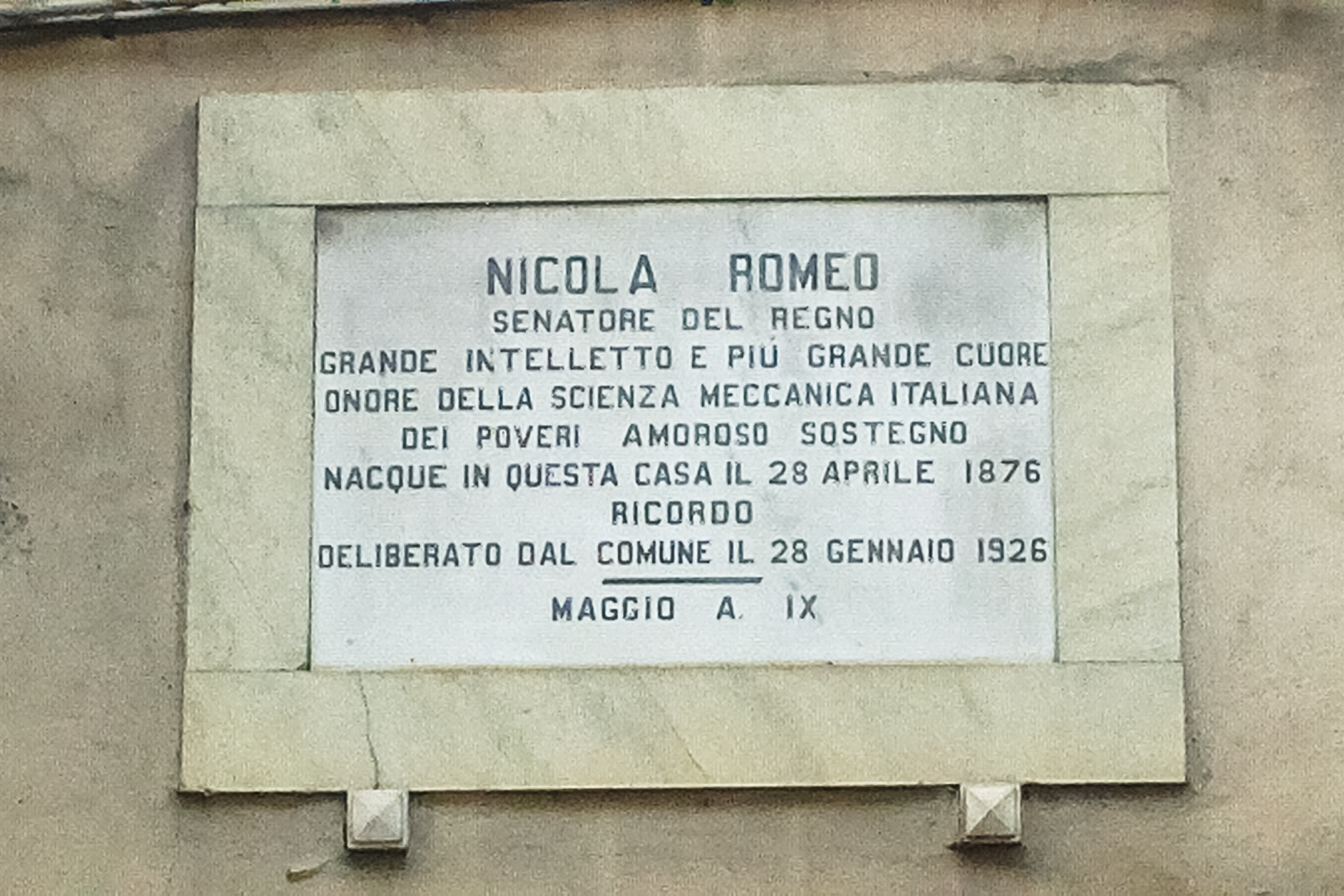
Памятная табличка Николе Ромео в его родном городе Сант'Антимо (Неаполь), Италия.